# Каварта-Гайлендс (провінційний парк)
Провінційний парк Каварта-Гайлендс (або Узгір'я Каварати) — природоохоронно-рекреаційна територія на північ від основного ланцюга озер Каварта площею 375 км² в південно-центральній частині Онтаріо, Канада. Парк розташований переважно на землях містечка Норт-Каварта. Це найбільша територія збережених земель у цій частині провінції (за винятком парку Алґонкін, який простягається від північного до південного Онтаріо). 
Парк розширено від початкового розміру 18.6 км² до теперішнього розміру в червні 2003 року. Раніше це було переважно незаселене урочище, що охоплювало озера Ботл і Сакер, до якого можна було дістатися в основному на каное, багато місць лише маршрутами, що вимагають портажу. Тепер парк охоплює багато інших невеликих озер, а також все озеро Анстратер, на території доволі багато котеджів і під'їзних шляхів.
Станом на травень 2011 року парк офіційно почав функціонувати, і тепер потрібні дозволи міністерства на кемпінг та паркування. Кемпінги доглянуті, споряджені столами для пікніків, ватранами та відхожими місцями. На офіційних мапах парку з меж парку виключено невеликі ділянки землі, на яких уже були існуючі котеджі. Крім того, деякі котеджі на озерах Серпентайн і Коппер-Лейк залишаються без оформленої власності на землю, а їхні власники продовжують користуватись моторними човнами.
Територіально, парк цілковито лежить у межах округу Пітерборо; приблизно дві третини парку на території містечка Норт-Каварта, а західна частина — в містечку Трент-Лейкс.

## Зовнішні посилання
Вікісховище має мультимедійні дані за темою: Каварта-Гайлендс (провінційний парк)
- Офіційний сайт